# Luzoniella signifrons
Luzoniella signifrons är en insektsart som först beskrevs av Heinrich Hugo Karny 1920.  Luzoniella signifrons ingår i släktet Luzoniella och familjen vårtbitare. Inga underarter finns listade i Catalogue of Life.